# 塚田庄英
塚田 庄英（つかだ しょうえい）は、日本の男性アニメ監督、演出家。シンエイ動画所属。長野県長野市出身。

## 来歴・人物
『ドラえもん (1979年のテレビアニメ)』で制作進行を経て演出家としてデビュー。テレビシリーズでは長年に渡り、絵コンテ・演出を多数手がけた。リニューアル後も、『ドラえもん』に携わっていた演出家の一人であった安藤敏彦と共に引き続きシリーズに参加していたが、2010年2月19日放送の「ツルリン!先生がとまらない」の演出担当をもって降板した。
『ドラえもん』降板後は作品で名前を見ることがなかったが、2015年7月25日に神戸電子専門学校で開催されたアニメ業界セミナーでは「TVアニメの役わりとアニメーションの可能性」というテーマで講演者として登壇している。
『ドラえもん』の他、1980年代は藤子不二雄作品を中心に活躍しており、その中でも『エスパー魔美』は、長いキャリアの中で唯一脚本を手がけた作品である。1987年に公開された短編映画『オバケのQ太郎 とびだせ! 1/100大作戦』では、笹川ひろし総監督の元で監督デビューも果たしている。

## 参加作品

### テレビアニメ
- ドラえもんシリーズ（制作進行→絵コンテ・演出）
  - ドラえもん  (1979年のテレビアニメ) （1979年 - 2005年）
  - ドラえもん  (2005年のテレビアニメ) （2005年 - 2010年）
- 怪物くん （1980年 - 1982年、絵コンテ・演出助手）
- フクちゃん （1982年 - 1984年、演出助手）
- パーマン （1983年 - 1987年、絵コンテ）
- オヨネコぶーにゃん （1984年 - 1985年、絵コンテ・演出）
- 藤子不二雄劇場 オバケのQ太郎 （1985年 - 1987年、演出）
- エスパー魔美 （1987年 - 1989年、脚本[注 1]・絵コンテ・演出）
- あたしンち （2002年 - 2009年、絵コンテ・演出）

### 劇場映画
- ドラえもん のび太の恐竜 （1980年、製作進行）
- 怪物くん 怪物ランドの招待 （1981年、演出助手[注 2]）
- オバケのQ太郎 とびだせ! 1/100大作戦 （1987年、監督）
- エスパー魔美 星空のダンシングドール （1988年、演出助手[注 3]）
- ドラミちゃん ミニドラSOS!!! （1989年、演出助手）
- ドラえもん のび太とアニマル惑星 （1990年、演出助手[注 4]）
- ドラえもん のび太のドラビアンナイト （1991年、演出助手[注 4]）
- ドラえもん のび太と雲の王国 （1992年、演出[注 4]）
- ドラえもん のび太とブリキの迷宮 （1993年、演出[注 4]）
- ドラえもん のび太と夢幻三剣士 （1994年、演出[注 4]）
- ドラえもん のび太の創世日記 （1995年、演出[注 4]）
- ドラえもん のび太と銀河超特急 （1996年、演出[注 4]）